# وشم سیاه
وشم سیاه (نام علمی: Tinamus osgoodi) نام یک گونه از سرده وشم‌های بزرگ‌تر است.